# Mord nach Zahlen

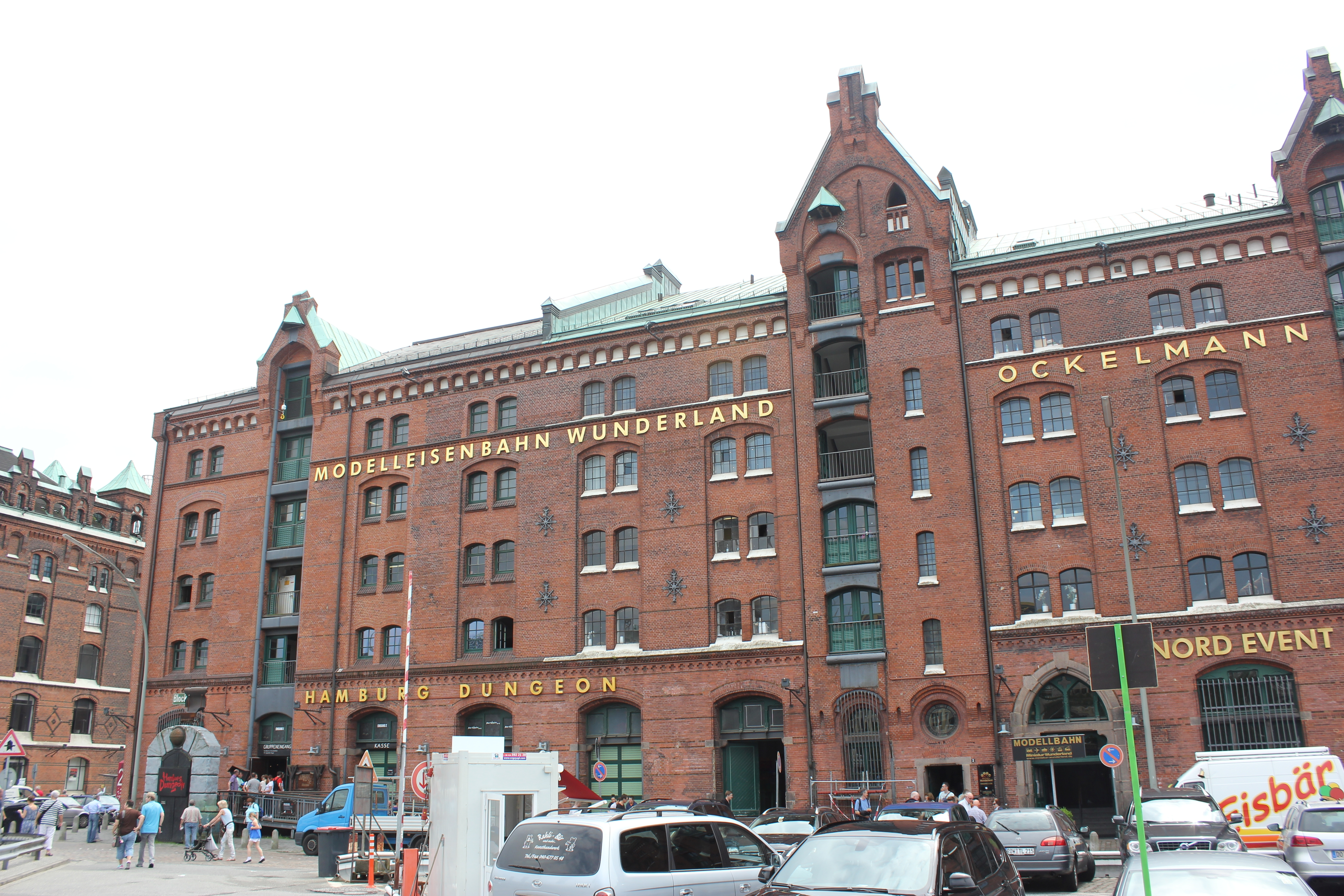
In der Speicherstadt werden die drei Frauen in eine Falle gelockt (Drehort: Hamburg Dungeon)

Mord nach Zahlen ist ein deutscher Fernsehfilm von Thorsten Näter aus dem Jahr 2013. Der Film wurde im Fernsehprogramm erstmals am 15. Mai 2013 im ZDF ausgestrahlt.

## Handlung
Marina Kröger arbeitet in einer großen Hamburger Versicherung weitab des normalen Publikumsverkehrs. Sie ist promovierte Mathematikerin, die für ihren Arbeitgeber Betrugsfälle untersucht, indem sie in den vorliegenden Zahlen zwanghaft nach Auffälligkeiten fahndet. Menschen irritieren sie, und so ist sie nicht gerade begeistert, als sie für ihren neuen Chef jetzt im Außendienst ermitteln soll. Der in der Öffentlichkeit stehende Unternehmer Markus Biehler möchte sich die Lebensversicherung seiner Frau in Höhe von zwei Millionen Euro auszahlen lassen. Seine Frau Annegret sei entführt worden, er habe das geforderte Lösegeld gezahlt – doch von der Frau fehlt weiterhin jede Spur. Nur eine erhebliche Menge ihres Bluts konnte gefunden werden. Kommissar Zenker vermutet, dass Markus Biehler selbst in den Fall verwickelt sei und auch die bei der Entführung getötete Haushälterin umgebracht habe.
In Biehlers Haus soll sich Marina ein Bild von der Versicherungssache machen. Biehler stört es sehr, dass die akribisch arbeitende Versicherungsangestellte in seinem Büro herumschnüffelt. Dort trifft sie auf Biehlers Assistentin Beatrice. Die für den Job überqualifizierte Frau wird von Biehler allerdings mehr angeflirtet als in ihrer Karriere gefördert. Durch einen Zufall bekommt die in Marinas Block als Hausmeisterin arbeitende Olga mit, dass Marina bei Biehler ermittelt. Olga konsumiert vor allem die Klatschpresse und weiß so bestens über das Leben des Unternehmers Bescheid. Dadurch erhält Marina relevante Informationen. Beatrice stößt zu den zwei Frauen dazu, da sie Angst hat, Biehler könnte Marina etwas antun. Mit dieser Vermutung liegt sie nicht ganz falsch, denn ein Einbrecher hat mittlerweile schon Marinas Wohnung verwüstet. Marina vermutet, dass Biehlers Frau noch lebt und die beiden sich später mit dem Geld absetzen wollen.
Die drei Frauen beschließen, Biehler eine Falle zu stellen. Bei einer Party in seinem Haus soll Beatrice mit ihm flirten und ein Video davon ins Internet gestellt werden, um Annegret Biehler aus ihrem Versteck zu locken. Zufällig entdeckt Marina im Keller eine geheime Schlafstätte und die verschollene Frau; diese kann jedoch entkommen. Bei der Verfolgungsjagd kommt es auf der Party zu Rangeleien und die ruppige Olga teilt kräftig aus. Als Kommissar Zenker schließlich eintrifft, ist nichts mehr von der Schlafstätte zu finden. Für die Presse ist dies ein gefundenes Fressen. Da Biehler nun wie das Opfer einer Hexenjagd dasteht, rückt eine Mordanklage in weite Ferne. Und auch für die Versicherung sieht es schlecht aus, da sie nun wohl zahlen muss. Marina wird deshalb von ihrem Chef gefeuert.
Beatrice konnte bei der Party einen USB-Stick mit Firmendaten entwenden und so findet Marina heraus, dass in der Firma mit geschönten Bilanzen einiges verschleiert wurde. Auch schlussfolgert sie, dass Annegret sich das gefundene Blut über einen längeren Zeitraum von einer befreundeten Krankenschwester hat abnehmen lassen. Um zu verhindern, dass die Biehlers sich absetzen, verfolgen die drei den Unternehmer ins Hamburg Dungeon. Dort werden sie von den beiden in eine Falle gelockt. Jetzt stellt sich heraus, dass Annegret hinter allem steckt. Sie erschießt ihren Mann und schließt die anderen ein, die sich jedoch nach kurzer Zeit befreien können. Marina ruft Annegret vom Handy ihres Mannes an und sagt ihr, dass sie die Krankenschwester überreden werde, eine Aussage zu machen. Sie informieren Zenker und fahren ins Krankenhaus, wo Annegret die letzte Zeugin aus dem Weg räumen möchte. Es gelingt ihnen jedoch, dies zu verhindern, und Zenker kann Annegret Biehler verhaften.
Marinas Chef ist aufgrund der eingesparten Versicherungssumme überglücklich und befördert sie. Da Marina ihre Mitarbeiter auswählen darf, beschließt sie, fortan mit Olga und Beatrice zusammenzuarbeiten. Die fünf Prozent Bonus von der Versicherungssumme teilen die Frauen unter sich.

## Produktion
Der Film wurde vom 13. September 2011 bis zum 14. Oktober 2011 in Hamburg gedreht.
Dagmar Manzel ist im richtigen Leben die Mutter von Klara Manzel. Im Film sind die beiden Gegenspielerinnen. Mit Robert Gallinowski, der Kommissar Zenker spielt, war Dagmar Manzel damals verheiratet.

## Rezeption

### Kritiken
Das Lexikon des internationalen Films schreibt: „(Fernseh-)Krimikomödie um eine skurrile Versicherungsmathematikerin, die wacker und bemüht-witzig ermittelt. Dabei könnte der neurotische US-Detektiv Adrian Monk Pate gestanden haben.“
Rainer Tittelbach gibt dem Film bei seiner Besprechung auf tittelbach.tv insgesamt 3,5 von 6 Sternen. Höfels und Woll würden Manzel mit ihrem „liebenswert skurrile[n] Autismus“ genau die Kontrastfiguren liefern, die sie benötige – um glaubwürdig zu bleiben und als Helferinnen bei den Ermittlungen. Die Charaktere seien zwar einen Tick überzogen, würden aber ein hübsch schräges Ergebnis darstellen. Kriminaltechnisch sollte man bei Mord nach Zahlen allerdings nicht alles auf die Goldwaage legen. Die Semantik des Szenenbilds sei gelungen. Der Film ist laut Tittelbach „eine flotte Krimischnurre einzig mit dem Anspruch, mit kernigen Kontrasten, Tempo, Typenwitz und kleinen Überraschungseinlagen zu punkten und den Zuschauer unbeschwert zu unterhalten. Dagmar Manzel, Alwara Höfels & Felicitas Woll sind ein Top-Trio mit Option auf mehr!“

### Einschaltquoten
Bei seiner Erstausstrahlung im ZDF am 15. Mai 2013 sahen 3,86 Millionen Zuschauer den Film. Dies entsprach einem Marktanteil von 13,5 %.